# Guy Nadon
Pour les articles homonymes, voir Guy Nadon (homonymie).
Guy Nadon CM est un acteur québécois né le 28 août 1952 à Montréal (Québec). 
Il prête sa voix à Morgan Freeman, Dustin Hoffman, John Lithgow et Danny Glover pour la version québécoise de leurs films. Il fait aussi la voix québécoise de l'acteur Robbie Coltrane pour le personnage de Rubeus Hagrid dans la série de films Harry Potter.

## Biographie
Guy Nadon naît en 1952 dans un quartier ouvrier de Montréal. Il étudie l’interprétation à l’École Nationale dont il gradue en 1974. Cette même année, il amorce sa carrière d’acteur avec la pièce Strauss et Pesant de Michel Garneau présentée au Théâtre d'Aujourd'hui.  
Au cours des années qui suivent, Guy Nadon se produit essentiellement au théâtre. Ainsi, il joue Petruccio dans La Mégère apprivoisée de Shakespeare en 1986 et Figaro dans Le Mariage de Figaro de Beaumarchais en 1988. En 1989, il tient le rôle-titre dans la pièce Richard III de Shakespeare sous la direction d'André Brassard.   
C'est aussi en 1989 qu'il devient le directeur artistique de la Nouvelle Compagnie Théâtrale, poste qu'il abandonne en 1991. Par la suite, il incarne Cyrano de Bergerac dans la pièce d'Edmond Rostand, Prospéro dans La Tempête de Shakespeare et le professeur Higgins dans Pygmalion de George Bernard Shaw. On le voit également dans des œuvres plus contemporaines comme Le Dîner de cons de Francis Veber, Variations énigmatiques de Éric-Emmanuel Schmitt et Equus de Peter Shaffer. Il a aussi interprété le rôle de Michel Houllié dans la pièce Le Dieu du carnage de Yasmina Reza.
À la télévision, à la suite du décès de Jean-Louis Millette en 1999, il reprend le rôle qu'interprétait celui-ci dans la série Bouscotte, écrite par Victor-Lévy Beaulieu. Il tient également des rôles secondaires dans plusieurs séries, dont le télé-roman Le Retour, le drame fantastique Grande Ourse, la comédie de mœurs Vice caché et la série historico-policière Musée Éden. Il interprète ensuite un des personnages principaux de la télé-série Aveux, écrite par le dramaturge Serge Boucher. Tenant à la fois du drame psychologique et de l'énigme policière, Aveux est diffusée à l'automne 2009 et obtient un réel succès critique et populaire en plus de permettre à l'acteur de remporter un trophée Gémeau. De 2012 à 2019, il incarne le personnage de l'homme d'affaires Samuel O'Hara dans la saga familiale O', une interprétation qui lui vaut un second prix Gémeau en 2013.

## Vie personnelle
Il a été le conjoint de Nathalie Gascon et il est le père du joueur de football canadien Arnaud Gascon-Nadon. Il est maintenant le conjoint de Denise Guilbault, metteur en scène et pédagogue, qui a assumé la direction artistique de la section française de l'ÉNT de 2001 à 2016 et sœur de la comédienne Élise Guilbault.

## Reconnaissance
Au cours de sa carrière, Guy Nadon a reçu de nombreux Prix Gémeaux et Artis, en plus d'être décoré à titre de Membre de l'Ordre du Canada en 2010. 

## Filmographie

### Cinéma
- 1989 : Trois pommes à côté du sommeil de Jacques Leduc : le rédacteur
- 1994 : Windigo de Robert Morin : Jean Fontaine
- 1996 : Caboose de Richard Roy : curé
- 1997 : J'en suis ! de Claude Fournier : Dr Lamoureux
- 1997 : Les Mille Merveilles de l'univers de Jean-Michel Roux : Schulz
- 1998 : Le Cœur au poing de Charles Binamé : Julien
- 2002 : Les Dangereux de Louis Saia : boîteuse
- 2003 : Frail de Michael P. Daley : Yan Boisjoli
- 2010 : Cabotins de Alain DesRochers : Marco Malo
- 2012 : Les Pee-Wee 3D : L'hiver qui a changé ma vie d'Éric Tessier : Mike Boulanger (entraîneur)
- 2014 : L'Ange gardien de Jean-Sébastien Lord : Normand
- 2017 : Junior majeur d'Éric Tessier : Mike Boulanger (entraîneur)
- 2019 : Merci pour tout de Louise Archambault : Guy
- 2021 : Crisis de Nicholas Jarecki : Mother
- 2023 : Le Temps d'un été de Louise Archambault : Me Jean-Pierre Genin
- 2023 : We Are Zombies : Bob Coleman

### Séries télévisées
- 1966 : Rue des Pignons : Simon Durieux
- 1978 : Race de monde  : Job J. Jobin
- 1984 : Laurier
- 1993 : La charge de l'orignal épormyable : le sadique
- 1993 : Les grands procès : Maître McKay / Abbé Delorme
- 1994 : Craque la vie! : Robert Gignac
- 1996 : Le Retour : Dr. Champagne
- 1996 : Urgence : Jacques Therrien
- 1997 : Paparazzi : Jean-Paul Dumont
- 1997 : Les Bâtisseurs d'eau
- 1998 : Bouscotte : Manu Morency
- 2000 : Tag : Alain St-Denis
- 2000 : Chartrand et Simonne : Gérard Picard
- 2001 : Si la tendance se maintient : Raymond Goyette
- 2003 : Grande Ourse : Georges Ferron
- 2004 : H2O : Marc Lavigne
- 2005 : Vice caché : Benoît Lalonde
- 2006 : Punch! : Boss (voix)
- 2006 : François en série : Denis Ducharme
- 2008 : Blaise le blasé : Inspecteur Larry Bouchard (voix)
- 2008 : René Lévesque - Le destin d'un chef : Claude Morin
- 2009 : Aveux : Charles Laplante
- 2009 : Musée Éden : Inspecteur Dagenais
- 2012 : O' : Samuel O'Hara
- 2014 : Série Noire : Jean-Guy Boissonneault
- 2017 : Faits divers : Serge Forest
- 2020 : La Maison-Bleue : Jacques Hamelin
- 2024 : Projet Innocence : Me Coupal

## Doublage

### Cinéma

#### Films
- Morgan Freeman dans : (25 films)
  - À l'Ombre de Shawshank (1994) : Ellis Boyd Redding
  - Alerte météo (1996) : Jim
  - Une vie inachevée (2006) : Mitch Bradley
  - Bonne chance Slevin (2006) : le Boss
  - Gone Baby Gone (2007) : Jack Doyle
  - Le Code (2009) : Keith Ripley
  - Red (2010) : Joe Matheson
  - Histoire de dauphin (2011) : Dr Cameron McCarthy
  - Un été magique (2012) : Monte Wildhorn
  - Insaisissable (2013) : Thaddeus Bradley
  - L'Oubli (2013) : Malcolm Beech
  - Assaut sur la Maison-Blanche (2013) : Allan Trumbull
  - Virée à Vegas (2013) : Archibald "Archie" Clayton
  - Transcendance (2014) : Joseph Tagger
  - Lucy (2014) : Professeur Samuel Norman
  - Histoire de dauphin 2 (2014) : Dr Cameron McCarthy
  - Ted 2 (2015) : Patrick Meighan
  - Insaisissable 2 (2016) : Thaddeus Bradley
  - Assaut sur Londres (2016) : Allan Trumbull
  - Ben-Hur (2016) : Cheik Ilderim
  - Braquage à l'ancienne (2017) : Willie Davis
  - Just Getting Started (2017) : Duke Diver
  - Casse-Noisette et les Quatre Royaumes (2018) : Drosselmeyer
  - The Poison Rose (2019) : Doc
  - L'Ultime Assaut (2019) : Allan Trumbull
  - La Femme de mon meilleur ennemi (2021) : Michael Bryce Jr
- Dustin Hoffman dans (15 films) :
  - Capitaine Crochet (1991) : Capitaine Crochet
  - La Correction (1996) : Danny Snyder
  - Des hommes d'influence (1997) : Stanley Motss
  - Le Maître du jeu (2003) : Wendell Rohr
  - Voyage au pays imaginaire (2003) : Charles Frohman
  - En toute confiance (2003) : King
  - L'Autre Belle-Famille (2004) : Bernard "Bernie" Furniker
  - Zig Zag, l'étalon zébré (2005) : Tucker (voix)
  - Adieu Cuba (2006) : Meyer Lansky
  - Le Merveilleux Emporium de M. Magorium (2007) : Edward Magorium
  - La dernière chance d'Harvey (2009) : Harvey Shine
  - La Petite Famille (2010) : Bernard « Bernie » Focker
  - Le Monde de Barney (2010) : Izzy Panofsky
  - Un cordonnier bien chaussé (2014) : Abraham Simkin
  - Chef (2014) : Riva

- John Lithgow dans (13 films) :
  - Ricochet (1991) : Earl Talbot Blake
  - La Falaise de la Mort (1993) : Eric Qualen
  - Une action au civil (1998) : Judge Walter J. Skinner
  - Dr Kinsey (2004) : Alfred Seguine Kinsey
  - Confessions d'une accro du shopping (2009) : Edgar West
  - Année bissextile (2010) : Jack Brady
  - La Veille du Nouvel An (2011) : M. Cox
  - Le Campagne (2012) : Glenn Motch
  - 40 ans : Mode d'emploi (2012) : Oliver
  - Dans la mire (2016) : U.S Senator Ron M. Sperling
  - Le retour de papa 2 (2017) : Don Whitaker
  - La note parfaite 3 (2017) : Fergus Hobart
  - Fin de soirée (2019) : Walter Lovell

- Danny Glover dans (11 films) :
  - Les Anges frappent et courent (1994) : George Knox
  - Opération Dumbo Drop (1995) : le capitaine Sam Cahill
  - La Bien-aimée (1998) : Paul D. Garner
  - Décadence (2004) : David Tapp
  - Quelle vie de chien (2006) : Ken Hollister
  - Gospel Hill (en) (2008) : John Malcolm
  - Rage (2014) : l'inspecteur Peter St. John
  - Gridlocked (2015) : Sully
  - Sale grand-père (2016) : Stinky
  - Monstres sur roues (2016) : M. Weathers
  - The Old Man and the Gun (2018) : Teddy Green

- Robbie Coltrane dans (11 films) :
  - Harry Potter à l'école des sorciers (2001) : Rubeus Hagrid
  - Harry Potter et la Chambre des secrets (2002) : Rubeus Hagrid
  - Harry Potter et le Prisonnier d'Azkaban (2003) : Rubeus Hagrid
  - Le Retour de Danny Ocean (2004) : Matsui
  - Harry Potter et la Coupe de feu (2005) : Rubeus Hagrid
  - Harry Potter et l'Ordre du phénix (2007) : Rubeus Hagrid
  - Harry Potter et le Prince de sang-mêlé (2009) : Rubeus Hagrid
  - Les Frères Bloom (2009) : Maximillen Melvile, « le Conservateur »
  - Gooby (2009) : Gooby (voix)
  - Harry Potter et les Reliques de la Mort, partie 1 (2010) : Rubeus Hagrid
  - Harry Potter et les Reliques de la Mort, partie 2 (2011) : Rubeus Hagrid

- Michael Clarke Duncan dans (9 films) :
  - Armageddon (1998) : Jayotis Kurleen, dit "l'Ours"
  - Le Nouveau Voisin (2000) : Franklin Figeroa alias « Frankie Figs »
  - Spot (2001) : agent Murdoch
  - Une histoire de Sin City (2005) : Manute
  - L'île (2005) : Starkweather 2 Delta
  - L'Académie des Losers (2006) : Lesher
  - Street Fighter : La légende de Chun-Li (2009) : Balrog
  - Chats et chiens : La revanche de Kitty Galore (2010) : Sam (voix)
  - Green Lantern (2011) : Kilowog

- Jeff Bridges dans (9 films) :
  - Crazy Heart (2009) : Otis « Bad » Blake
  - Tron : L'Héritage (2010) : Kevin Flynn / Clu
  - RIP Département (2013) : Roy Pulsipher
  - Le Passeur (2014) : « le Passeur »
  - Le Septième Fils (2014) : Maître John Gregory, l'Épouvanteur
  - Comancheria (2016) : Marcus Hamilton
  - Kingsman : Le Cercle d'or (2017) : agent Champagne
  - Seuls les braves (2017) : Duane Steinbrink
  - Sale temps à l'hôtel El Royale (2018) : Dock O'Kelly / le Père Daniel Flynn

- Jack Nicholson  dans (7 films) :
  - Des hommes d'honneur (1992) : le colonel Nathan R. Jessep
  - Monsieur Schmidt (2002) : Warren Schmidt
  - Méchant malade (2003) : Dr Buddy Rydell
  - Quelque chose d'inattendu (2003) : Harry Sanborn
  - Agents troubles (2006) : Francis « Frank » Costello
  - Maintenant ou jamais (2007) : Edward Cole
  - Comment savoir (2010) : Charles Madison

- Peter Cullen dans (7 films) :
  - Transformers (2007) : Optimus Prime
  - Transformers : La Revanche (2009) : Optimus Prime
  - Transformers 3 : La Face cachée de la Lune (2011) : Optimus Prime
  - Transformers : L'Ère de l'extinction (2014) : Optimus Prime
  - Transformers : Le Dernier Chevalier (2017) : Optimus Prime
  - Bumblebee (2018) : Optimus Prime
  - Transformers : Le Réveil des Bêtes (2023) : Optimus Prime

- Laurence Fishburne dans (7 films) :
  - Las Vegas 21 (2008) : Cole Williams
  - L'Homme d'acier (2013) : Perry White
  - Batman v Superman : L'Aube de la justice (2016) : Perry White
  - Passagers (2016) : Gus Mancuso
  - John Wick : Chapitre 3 - Parabellum (2019) : The Bowery King
  - Piège de glace (2021) : Goldenrod
  - John Wick : Chapitre 4 (2023) : The Bowery King

- Michael Ironside dans (6 films) :
  - Meurtre dans l'objectif (1992) : Luther Kane
  - Une femme en fuite (1992) : Quinn
  - Captive (1998) : Détective Briscoe
  - Piège Mortel (1999) : lieutenant Robert Ingram
  - Crime + Châtiment en ville (2000) : Fred Skolnik
  - Terminator 4 : Rédemption (2009) : Général Hugh Ashdown

- Dennis Haysbert dans (6 films) :
  - Ligue Majeure: Retour dans les mineures (1998) : Pedro Cerrano
  - Le Treizième Étage (1999) : Inspecteur Larry McBain
  - Loin du paradis (2002) : Raymond Deagan
  - Brèche (2007) : Dan Plesac
  - Jarhead 3 : Le Siège (2016) : Major Lincoln
  - La Tour sombre (2017) : Steven Deschain

- Tom Wilkinson dans (6 films) :
  - Une femme honorable (2004) : Lord Augustus
  - À livre ouvert (2007) : Rudy Holt
  - Michael Clayton (2007) : Arthur Edens
  - Duplicité (2009) : Howard Tully
  - Mission impossible : Protocole Fantôme (2011) : le ministre de la Défense
  - Lone Ranger, naissance d'un héros (2013) : Latham Cole

- Bill Camp dans (6 films) :
  - Hostiles (2017) : Jeremiah Wilks
  - La Mise à mort du cerf sacré (2017) : Matthew
  - Le Jeu de Molly (2017) : Harlan Eustice
  - Le Moineau rouge (2018) : Marty Gable
  - Les Reines de Hell's Kitchen (2019) : Alfonso Coretti
  - Dark Waters (2019) : Wilbur Tennant

- Jean Reno dans :
  - Godzilla (1998) : Philippe Roaché
  - Rollerball (2002) : Alexis Petrovich
  - L'Escadrille Lafayette (2006) : le capitaine Thénault
  - Couples en vacances (2009) : Marcel
  - Hector et la Recherche du bonheur (2014) : Diego

- Kelsey Grammer dans :
  - 15 minutes (2001) : Robert Hawkins
  - Le pouvoir du jeu (2006) : l'inspecteur Brunner
  - La fièvre des planches (2009) : Martin Cranston
  - Je ne sais pas comment elle fait (2011) : Clark Cooper
  - Les Sacrifiés 3 (2014) : Bonaparte

- Willem Dafoe dans :
  - Spider-Man (2002) : Norman Osborn / Le Bouffon vert
  - Spider-Man 2 (2004) : Norman Osborn / Le Bouffon vert
  - Spider-Man 3 (2007) : Norman Osborn / Le Bouffon vert
  - Nos étoiles contraires (2014) : Peter Van Houten
  - Le Phare (2019) : Thomas Wake

- Richard Jenkins dans :
  - Si on dansait ? (2004) : Devine
  - Le Royaume (2007) : James Grace, directeur du FBI
  - Demi-frères (2008) : le docteur Robert Doback
  - Mange, prie, aime (2010) : Richard du Texas
  - Amis modernes (2011) : Monsieur Harper

- Graham Greene dans :
  - Transamerica (2005) : Calvin Many Goats
  - Déjeuner avec Scot (2007) : Bud Wilson
  - Désarmé (2010) : Two Dogs
  - Maïna (2013) : chef Innus Mishtenapeu
  - Les saisons de la solitude (2018) : Leo

- Jeff Garlin dans :
  - Garderie en folie (2003) : Phil
  - Vengeance en pyjama (2004) : Jay
  - Le rocker (2008) : Stan
  - En attendant (2014) : Ed

- Eric Keenleyside dans :
  - L'Interprète (2005) : Rory Robb
  - Le Coupe-feu (2006) : Allan Hughes
  - Lancé-Frappé 3 : La Ligue junior (2008) : Dicky Dunn Jr.
  - 17 ans, sérieusement? (2016) : Tom

- Roger Allam dans :
  - V pour Vendetta (2006) : Lewis Prothero
  - Tristram Shandy: Une histoire sans queue ni tête : Adrian
  - La Voleuse de livres (2013) : le narrateur (la mort)
  - Mr. Holmes (2015) : Dr. Barrie

- Terence Stamp dans :
  - Septembre funeste (2007) : Brigham Young
  - Max la Menace (2008) : Siegfried
  - Recherché (2008) : Pekwarsky
  - Monsieur Oui (2008) : Terrence Bundley

- Dean Norris dans :
  - Le Cobaye (1992) : le directeur
  - Souviens-toi (2015) : John Kurlander
  - Opération Beyrouth (2018) : Donald Gaines

- J. T. Walsh dans :
  - L'inconnu de Castle Rock (1993) : Danforth « Buster » Keeton III
  - Témoin silencieux (1994) : le shérif Mitch Rivers
  - Panne fatale (1997) : Warren 'Red' Barr

- Jack Thompson dans :
  - Un endroit fabuleux (1993) : John Ricketts
  - Un Peu de Nous Deux (1994) : Harry Mitchell
  - N'aie pas peur du noir (2011) : Harris

- Christopher Lloyd dans :
  - Denis la Malice (1993) : Sam Switchblade, le cambrioleur
  - Mon Martien favori (1999) : oncle Martin / le Martien
  - Les Tobby de Noël : La Légende du chien Noël (2010) : Stan Cruge

- Randy Quaid dans :
  - Bye Bye Love (1995) : Vic Damico
  - Le Secret de Brokeback Mountain (2005) : Joe Aguirre
  - La Moisson de glace (2005) : Bill Guerrard

- Charles S. Dutton dans :
  - Traquer (1998) : agent Alan Ford
  - Contrecoups (2004) : Felix Reynolds
  -  La couleur de la liberté (2008) : Révérend Sanders

- Christopher Lee dans :
  - Star Wars, épisode II : L'Attaque des clones (2002) : Comte Dooku
  - Star Wars, épisode III : La Revanche des Sith (2003) : Comte Dooku
  - Alice au pays des merveilles (2010) : le Jabberwocky

- Ian McShane dans :
  - L'Agent Cody Banks (2003) : Brinkman
  - Pirates des Caraïbes : La Fontaine de jouvence (2011) : Barbe Noire
  - Hellboy (2019) : Pr. Trevor Bruttenholm

- Keith David dans :
  - Collision (2004) : le lieutenant de police Dixon
  - L'amant de ma mère (2008) : directeur du FBI Conrad
  - Gamer (2009) : Agent Keith

- Ed Harris dans :
  - Trésor national : Le Livre des secrets (2007) : Mitch Wilkinson
  - Appaloosa (2008) : Virgil Cole
  - Une nuit pour survivre (2015) : Shawn Maguire

- Bill Murray dans :
  - À Miami faut le faire (1980) : Carl Spackler
  - SOS Fantômes (2016) : le professeur Martin Heiss

- Lane Smith dans :
  - Jeu de puissance (1992) : Jack Reilly
  - Le Gendre (1993) : Walter Warner

- Kurt Russell dans :
  - Duel au soleil (1993) : Wyatt Earp
  - La Porte des étoiles (1994) : Colonel Jonathan « Jack » O'Neill

- Miguel Ferrer dans :
  - Des pilotes en l'air 2 (1993) : Commandant Arvid Harbinger
  - Silver City: La montagne électorale (2004) : Cliff Castleton

- Rob Reiner dans :
  - La Magie du destin (1993) : Jay
  - C'est pas si simple (2014) : Artie

- Tommy Lee Jones dans :
  - Cobb (1994) : Ty Cobb
  - Règles d'engagement (2000) : colonel Hayes Lawrence « Hodge » Hodges

- Ernie Hudson dans :
  - Le Corbeau (1994) : le sergent Albrecht
  - Coup fumant 2: Le bal des assassins (2010) : Anthony Vejar

- Malcolm McDowell dans :
  - Tank Girl (1995) : Kesslee
  - Rockeurs dans le sang (2009) : Van Helsing

- David Warner dans :
  - Titanic (1997) : Spicer Lovejoy
  - Mary Poppins est de retour (2018) : l'amiral Boom

- Kevin Conway dans :
  - Treize jours (2000) : général Curtis LeMay
  - Le Chevalier Noir (2001) : le roi Leo

- Peter Mensah dans :
  - Jason X (2001) : Sergent Brodski
  - Hidalgo (2004) : Jaffa

- Powers Boothe dans :
  - Emprise (2001) : l'agent du FBI Wesley Doyle
  - MacGruber (2010) : le colonel Jim Faith

- James Remar dans :
  - Un duplex pour trois (2003) : Chick
  - L'entité (2009) : Gordon Beldon

- Kevin Grevioux dans :
  - Monde infernal (2003) : Raze
  - Monde infernal : La révolte des Lycans (2009) : Raze

- Paul Giamatti dans :
  - Cinderella Man (2005) : Joe Gould
  - L'Extraordinaire Spider-Man 2 (2014) : Aleksei Sytsevich / Rhino

- Ian McKellen dans :
  - Le Code Da Vinci (2006) : Sir Leigh Teabing
  - La Belle et la Bête (2017) : Big Ben

- Joaquim de Almeida dans :
  - La Prophétie des Andes (2006) : Père Sánchez
  - Mon meilleur ennemi (2017) : Jean Foucher

- Peter Fonda dans :
  - Ghost Rider (2007) : Méphistophélès
  - 3:10 pour Yuma (2007) : Byron McElroy

- John Shrapnel dans :
  - Elizabeth : L'Âge d'or (2007) : Lord Howard
  - Miroirs (2008) : Lorenzo Sapelli

- James Avery dans :
  - Les Apprentis golfeurs (2007) : Caddy Mack
  - Steppin' : le step dans le sang (2009) : le Chancellier

- Timothy Spall dans :
  - Il était une fois (2007) : Nathanaël
  - Le Discours du roi (2010) : Winston Churchill

- Georgi Staykov dans :
  - Millénium 2 : La Fille qui rêvait d'un bidon d'essence et d'une allumette (2009) : Alexander Zalachenko
  - Millénium 3 : La Reine dans le palais des courants d'air (2009) : Alexander Zalachenko

- Fred Thompson dans :
  - Secretariat (2010) : Bull Hancock
  - Sinistre (2012) : le shérif

- Rutger Hauer dans :
  - Le Rite (2011) : Istvan Kovak
  - Sans abri, sans merci (2011) : le sans abri

- Benicio del Toro dans :
  - Thor : Un monde obscur (2013) : Taneleer Tivan / le Collectionneur
  - Les Gardiens de la Galaxie (2014) : le Collectionneur

- Sam Elliott dans :
  - Le Repêchage (2014) : le coach Moore
  - Une étoile est née (2018) : Bobby Maine

- Ciarán Hinds dans :
  - Silence (2016) : le père Alessandro Valignano
  - Le Premier Homme (2018) : Gene Kranz

- Anthony Hopkins dans :
  - Thor : Ragnarok (2017) : Odin
  - Le Père (2020) : Anthony

- 1972 : Napoléon et Samantha : Danny (Michael Douglas)
- 1985 : Mon cousin américain : Major Wilcox (Richard Donat (en))
- 1987 : L'InterEspace : Pete Blanchard (Harold Sylvester)
- 1990 : Tes affaires sont mes affaires : Spencer Barnes (Charles Grodin)
- 1991 : Le Prince des marées : Henry Wingo (Brad Sullivan)
- 1991 : Comment ça va Bob? : Carswell Fensterwald (Brian Reddy)
- 1991 : Les Apprentis Cowboys : Ed Furillo (Bruno Kirby)
- 1992 : Cœur de tonnerre : Richard Deux Coups d'Œil (John Trudell)
- 1992 : Les somnambules : l'officier Andy Simpson (Dan Martin)
- 1992 : Freejack : Brad Carter (David Johansen)
- 1992 : Les Rois du Mambo : un membre de l'orchestre (Ralph Irizarry)
- 1992 : Dracula : le comte Vlad Dracul / Dracula (Gary Oldman)
- 1992 : Malcolm X : Earl Little (Tommy Hollis)
- 1992 : Un monsieur distingué : Olaf Andersen (Joe Don Baker)
- 1992 : Kuffs : Kane (Leon Rippy)
- 1993 : L'Extrême Limite : Virgil Leach (Seymour Cassel)
- 1994 : Ligue Majeure 2 : Jack Parkman (David Keith)
- 1994 : Terminal Velocity : Ben Pinkwater (James Gandolfini)
- 1994 : Richie Rich : le professeur Keenbean (Michael McShane)
- 1994 : Le Bagarreur de rue : le général M. Bison (Raúl Juliá)
- 1995 : Moi, papa?! : Marty Dwyer (Tom Arnold)
- 1995 : Screamers, l'armée souterraine : Chuck Elbarak (Ron White)
- 1995 : L'Homme qui gravit une colline et redescendit une montagne : Williams le garagiste (Robert Pugh)
- 1996 : Roméo + Juliet de William Shakespeare : Fulgencio Capulet (Paul Sorvino)
- 1996 : L'Ombre blanche : Donald Cunningham (John M. Jackson)
- 1998 : Sphère : Capitaine Harold C. Barnes (Peter Coyote)
- 1998 : À tout jamais, une histoire de Cendrillon : Pierre le Pieu (Richard O'Brien)
- 1998 : Négociateur : Farley (Stephen Lee)
- 1998 : La Mince Ligne rouge : Sergent Jack McCron (John Savage)
- 1999 : Les pros du collège : Coach Bud Kilmer (Jon Voight)
- 1999 : Face à la musique : Burt (Larry Klein)
- 1999 : Corps et Âme : Hank Goody (Robert Wagner)
- 1999 : Titus : Aaron (Harry Lennix)
- 2000 : Les Aventures de Rocky et Bullwinkle : Président Wossamotta U. (Norman Lloyd)
- 2000 : En souvenir des Titans : Coach Herb Tyrell (Brett Rice)
- 2002 : Resident Evil : Les Créatures maléfiques : Dr. William Birkin / le narrateur (Jason Isaacs)
- 2002 : Changement de voie : Stephen Delano (Sydney Pollack)
- 2002 : “Boris & Natasha” : Sheldon Kaufman
- 2002 : Les Hommes de main : Teddy Deserve (John Malkovich)
- 2003 : Willard : Mr. Garter (William S. Taylor)
- 2003 : Un homme à part : Big Sexy (George Sharperson)
- 2003 : Kangourou Jack : Blue (Bill Hunter)
- 2003 : La Paye : l'avocat général Brown (Peter Friedman)
- 2004 : Les Tueurs de dames : Garth Pancake (J. K. Simmons)
- 2004 : Quand m'aimera-t-on ? : Professeur Hassan Al-Ibrahim Ben Rabinowitz (James Toback)
- 2004 : Entre sœurs III : Le début : Wallace Rowlands (Tom McCamus)
- 2004 : Le Cellulaire : Jerry, l'avocat à la Porsche (Rick Hoffman)
- 2004 : Indestructible : agent Junod (Adewale Akinnuoye-Agbaje)
- 2004 : L'Exécution : Harry Parlington (Serge Houde)
- 2004 : L'Aviateur : Dr. Thomas Norval Hepburn (Kenneth Welsh)
- 2004 : Hôtel Rwanda : Général Austin Bizimungu (Fana Mokoena)
- 2004 : Bobby Darin : Jules Podell (Gary Whelan)
- 2004 : Havre : M. Sterling (Robert Wisdom)
- 2004 : Le Ravisseur : Krebs (Dennis Hopper)
- 2005 : Cris et coups de pieds : Mike Ditka (lui-même)
- 2005 : Le Guide galactique :  la voix du Guide (Stephen Fry)
- 2005 : Revolver : Slim Biggins (Martin Herdman)
- 2006 : Traqué : Frankie Perello (Arthur Nascarella)
- 2006 : Huit en dessous : Mindo (August Schellenberg)
- 2006 : Film de peur 4 : Oliver (Michael Madsen)
- 2006 : Vol 93 : Ben Sliney (lui-même)
- 2006 : Chouette : M. Ryan (Jimmy Buffett)
- 2006 : Le Retour : Jonathan Marlin (Brad Leland)
- 2006 : Toi, c'est moi : Stan Deane (Maury Chaykin)
- 2006 : Le Dahlia noir : chef Ted Green (Troy Evans)
- 2007 : 1408 : l'ingénieur (Isiah Whitlock Jr.)
- 2007 : Captivité : Ben Dexter (Pruitt Taylor Vince)
- 2007 : Underdog, chien volant non identifié : voix de Riff Raff (Brad Garrett)
- 2007 : Soie : Baldabiou (Alfred Molina)
- 2007 : Le Nettoyeur : Tom Cutler (Samuel L. Jackson)
- 2007 : Bobby Z : Johnson (Keith Carradine)
- 2008 : Le Grand Stan : Lew Popper (M. Emmet Walsh)
- 2008 : Indiana Jones et le Royaume du crâne de cristal : George « Mac » MacHale (Ray Winstone)
- 2008 : Meurtre légitime : lieutenant David « Rooster » Fisk (Al Pacino)
- 2008 : Une vie de mensonges : Al-Saleem (Alon Abutbul)
- 2008 : Dissensions : Sully (Will Lyman)
- 2009 : L'Effet papillon 3 : Détective Dan Glenn (Lynch Travis)
- 2009 : Essence : Joe Adler (Gene Simmons)
- 2009 : Opération G-Force : Directeur du FBI (Chris Ellis)
- 2009 : L'Imaginarium du docteur Parnassus : Nick le diable (Tom Waits)
- 2009 : Le Quatrième Type : Awolowa Odusami (Hakeem Kae-Kazim) (version cinéma)
- 2009 : Les deux font la père : Dan (Robin Williams)
- 2009 : L'Assistant du vampire : Mr. Destiny (Michael Cerveris)
- 2009 : Neuf : Dante (Ricky Tognazzi)
- 2010 : Joyeuses funérailles : Dr Duncan (Ron Glass)
- 2010 : Le Trotski : Frank McGovern (Michael Murphy)
- 2010 : Tuer pour aimer : Holbrook (Martin Mull)
- 2010 : Notre-Dame-de-Grâce : Brandt (Gary Farmer)
- 2010 : Le Monde de Narnia : L'Odyssée du Passeur d'Aurore : Tavros le minotaure (Shane Rangi)
- 2010 : Toutes bonnes choses : Sanford Marks (Frank Langella)
- 2011 : Sans limites : Carl Van Loon (Robert De Niro)
- 2011 : La Dame de fer : Denis Thatcher (Jim Broadbent)
- 2011 : Les Tobby et le Chien fantôme : M. Johnson (Rance Howard)
- 2011 : Lui, c'est moi : Ted Norton (Ned Schmidtke)
- 2012 : Django déchaîné : Roy (Michael Parks)
- 2013 : 42 : Clyde Sukeforth (Toby Huss)
- 2013 : Guerre Mondiale Z : Jurgen Warmbrunn (Ludi Boeken)
- 2013 : Le Loup de Wall Street : Bo Dietl (lui-même)
- 2014 : Get on Up : Syd Nathan (Fred Melamed)
- 2015 : Témoin à louer : Ed Palmer (Ken Howard)
- 2015 : Cendrillon : le roi (Derek Jacobi)
- 2015 : Dalton Trumbo : Sam Wood (John Getz)
- 2015 : Forsaken : Retour à Fowler City : James McCurdy (Brian Cox)
- 2015 : Crimson Peak : Carter Cushing (Jim Beaver)
- 2015 : Le Pont des espions : Thomas Watters (Alan Alda)
- 2015 : Creed : L'Héritage de Rocky Balboa : Jim Lampley (lui-même)
- 2016 : Criminal : Un espion dans la tête : Jerico Stewart (Kevin Costner)
- 2016 : Florence Foster Jenkins : Carlo Edwards (David Haig)
- 2016 : Le Bon Gros Géant : le Géant Buveur de sang (Bill Hader)
- 2016 : Tu ne tueras point : le juge (Philip Quast)
- 2016 : Les Figures de l'ombre : Karl Zielinski (Olek Kupra)
- 2017 : Power Rangers : Zordon (Bryan Cranston)
- 2017 : Petit format : Dr. Jorgen Asbjørnsen (Rolf Lassgård)
- 2017 : ÇA : Leroy Hanlon (Steven Williams)
- 2017 : Star Wars, épisode VIII : Les Derniers Jedi : capitaine Moden Canady (Mark Lewis Jones)
- 2018 : La Vie en soi : Irwin (Mandy Patinkin)
- 2018 : Veuves : Tom Mulligan (Robert Duvall)
- 2019 : Les Quatre Filles du docteur March : Mr. Dashwood (Tracy Letts)
- 2019 : Hérésie : Jerome Debney (Donald Sutherland)
- 2021 : Fini de jouer : Principal Erwin (Peter MacNeill)
- 2022 : X : Howard (Stephen Ure)
- 2022 : Charlie : Dr Joseph Wanless (Kurtwood Smith)
- 2022 : Thor : Amour et tonnerre : le dieu Rapu (Jonny Brugh)

#### Films d'animation
- 1972 : Le Retour du Chat botté : Matou, chauffeur de la diligence
- 1988 : Elfie : Charisma
- 1989 : Tous les chiens vont au paradis : La puce
- 1991 : Rover Dangerfield : Rocky
- 1994 : Un troll à Central Park : Stanley
- 1995 : Le caillou et le pingouin : Rocko
- 1996 : Aladdin et le Roi des voleurs : Sa'luk
- 1997 : Mighty Ducks, le film : l'entraîneur Reilley
- 1998 : Mulan : Shan-Yu
- 1998 : Une vie de bestiole : Hopper
- 1999 : Fantasia 2000 : Quincy Jones
- 2002 : Le film des Supers Nanas : le maire
- 2002 : Pokémon 4 : Pour toujours : Maraudeur masqué
- 2003 : Trouver Nemo : Bruce
- 2003 : Mon frère l'ours : Tug
- 2005 : Robots : Crank
- 2005 : Un Kronk nouveau genre : Papi
- 2006 : Mon frère l'ours 2 : Tug
- 2006 : Georges le petit curieux : Clovis
- 2006 : Festin de requin : Nerrisa
- 2006 : Souris City : Crapaud
- 2006 : Au royaume désenchanté : Munk
- 2008 : Kung Fu Panda : Maître Shifu
- 2008 : Star Wars: La Guerre des clones : Comte Dooku
- 2008 : Volt : Vinnie
- 2008 : Le conte de Desperaux : Roscuro
- 2009 : Il pleut des hamburgers : Tim Lockwood
- 2009 : Fantastique Maître Renard : Badger
- 2009 : La Princesse et la Grenouille : 'Big Daddy' La Bouff
- 2010 : Histoire de jouets 3 : Lotso
- 2010 : Megamind : Warden, le gardien de prison
- 2011 : Gnoméo et Juliette : Lord Redbrick
- 2011 : Kung Fu Panda 2 : Maître Shifu
- 2011 : Le Retour du petit chaperon Rouge : La contre-attaque : le géant
- 2011 : Kung Fu Panda : Les Secrets des Maîtres : Maître Shifu
- 2013 : Les Avions : Skipper
- 2013 : Il pleut des hamburgers 2 : Tim Lockwood
- 2013 : La Reine des neiges : Pabbie
- 2013 : Mission dindons : Chief Broadbeck
- 2014 : Les Avions : Les pompiers du ciel : Skipper
- 2014 : Le Film Lego : Vitruvius
- 2015 : En route ! : Capitaine Smek
- 2016 : Kung Fu Panda 3 : Maitre Shifu
- 2016 : Zootopia : Finnick
- 2016 : Angry Birds, le film : Juge Peckinpah
- 2016 : Party de Saucisses : Firewater
- 2017 : Coco : Chicharrón
- 2017 : Kung Fu Panda : Les Secrets du rouleau : Maître Shifu
- 2017 : Les Bagnoles 3 : Doc Hudson
- 2018 : Sherlock Gnomes : Lord Redbrick
- 2018 : Les Incroyables 2 : Rick Dicker
- 2018 : Teen Titans Go! Le Film : Stan Lee
- 2018 : Ralph brise l'Internet : Grincheux
- 2019 : Le Chaînon Manquant : Lord Piggot-Dunceby
- 2019 : La Reine des neiges 2 : Pabbie

### Télévision

#### Téléfilms
- Michael Ironside dans :
  - Victime du passé (1994) : Gary Yanuck
  - Le Vétéran (2006) : Doc
  - Le pouvoir du mal (2012) : Sénateur Pitfield

- 1979 : Mieux vaut tard que jamais : Tom Wallace (Bill Fiore)
- 1984 : Le Duel des héros : Shérif Harmon (Richard Donat (en))
- 1993 : Les Soldats de l'espérance : Dr Jim Curran (Saul Rubinek)

#### Séries télévisées
- 1975-1976 : Section 4 : Officier T.J. McCabe (James Coleman)
- 1984-1991 : Cagney et Lacey : Harvey Lacey (John Karlen)
- 1985 : The Atlanta Child Murders : Ben Shetler (Morgan Freeman)
- 2001 : Bienvenue à Paradise Falls : Brick Madison (Gary Hudson)
- 2007-2008 : Intelligence : Dante Ribiso (Fulvio Cecere)
- 2009 : Iron Road : George Grant (Serge Houde)
- 2010-2012 : Crusoe : Jeremiah Blackthorn (Sam Neill)
- 2011-2013 : Les Borgia : Rodrigo Borgia (Jeremy Irons)
- 2011 : Les Kennedy : Gouverneur Ross Barnett (Peter MacNeill)
- 2012 : Les Piliers de la Terre : l'archevêque de Canterbury (Gordon Pinsent)
- 2012 : Finies les parades : General Campion (Roger Allam)
- 2014-2017 : Vikings : l'évêque Edmund (Philip O'Sullivan)
- 2017-2019 : Frontières : Lord Benton (Alun Armstrong)

#### Séries d'animation
- 1980-1981 : Star Trek : Capitaine James T. Kirk
- 1985-1987 : Transformers : Ironhide, Scourge
- 1985-1986 : G.I. Joe : Héros sans frontières : Zartan
- 2001 : Nez de Fer, le chevalier mystère : Cadet (voix française originale)
- depuis 2001 : Les Simpson : Sideshow Bob, Dieu
- 2008-2014 : Star Wars: La Guerre des clones : Comte Dooku
- 2016 : Mouvement Deluxe : Monsieur Collaway (voix française originale)
- 2024 : Batman, le justicier masqué : Rupert Thorne, Waylon Jones et Papa Midnite

### Jeux vidéo
- 2011 : Assassin's Creed: Revelations : Manuel Palaiologos
- 2012 : Assassin's Creed III : Robert Faulkner
- 2014 : Assassin's Creed Unity : Honoré-Gabriel Riquetti de Mirabeau
- 2016 : Kona : le détective Carl Faubert (narrateur)
- 2023 : Kona II: Brume : le détective Carl Faubert (narrateur)

## Récompenses et Nominations

### Récompenses
- Il a gagné 2 prix gémeaux pour ses rôles à la télévision dans Aveu et O'
- Il a également gagné un trophée Artis en 2013 pour son rôle de Samuel O'hara dans la série O'